# 聖尼古拉斯城塞
聖尼古拉斯城塞（英語：St. Nicholas Fortress）是位於克羅埃西亞城市希貝尼克的一座城堡。教堂始建於9世紀。聖尼古拉斯城塞是希貝尼克的四座城塞中唯一一座位於海上的。它在2017年作为15至17世纪威尼斯共和国的防御工事的一部分被联合国教科文组织列入世界文化遗产。

## 历史
在希贝尼克镇有四个堡垒：

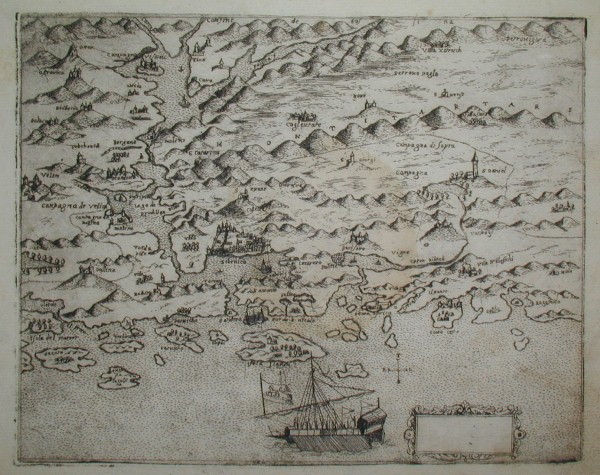
圣尼古拉斯堡垒在16世纪地图上的位置。它位于圣安东尼海峡的入口处。

- 圣尼古拉斯堡垒（Tvrđava sv. Nikole）
- 圣迈克尔堡垒（Tvrđava sv. Mihovila）
- 圣约翰堡（Tvrđava sv. Ivana）
- 圣伯维克堡垒（Tvrđava Barone）

只有圣尼古拉斯堡垒在海边，在希贝尼克港口的入口处，其他三个在陆地上。
圣尼古拉斯堡垒建于左侧，位于圣安东尼海峡的入口处，名为柳页瓦克岛。该岛位于吉布瑞克海滩灯塔对面的希贝尼克通道的入口处。 圣尼古拉斯堡垒得名于圣尼古拉斯 · 本尼迪克特修道院，该修道院在岛上，但由于堡垒的建设必须被拆除。 威尼斯人 Alojzije de Canal队应德国克族人民的要求，决定在1525年4月30日在柳页瓦克岛上建一座堡垒。堡垒由着名的威尼斯建筑师和建造者圣麦克拉底·海欧纳莫斯（Hyeronimus di San Michaela）建造。它建于16世纪，以防止土耳其船只到达港口。 圣尼古拉斯堡垒装备了32支大炮 。 然而，其强大的外观和规模对敌人而言比对教规的威胁更大。

## 结构
堡垒是达尔马提亚国防建筑最有价值和最好保存的例子之一。 堡垒由砖制成，因为这种材料被认为是最能抵抗炮弹的 ，而地基是石头 。 虽然堡垒的防御能力从未在军事行动中得到验证，但该结构仍然证明在保护城市免受海上敌对袭击的成功。 在几个世纪的使用过程中，这个结构为各种军队服务，并经历了一些翻新，其中一些是因为武器的发展而需要的。 1979年被军队完全放弃，自那以来一直在装修。

## 图集

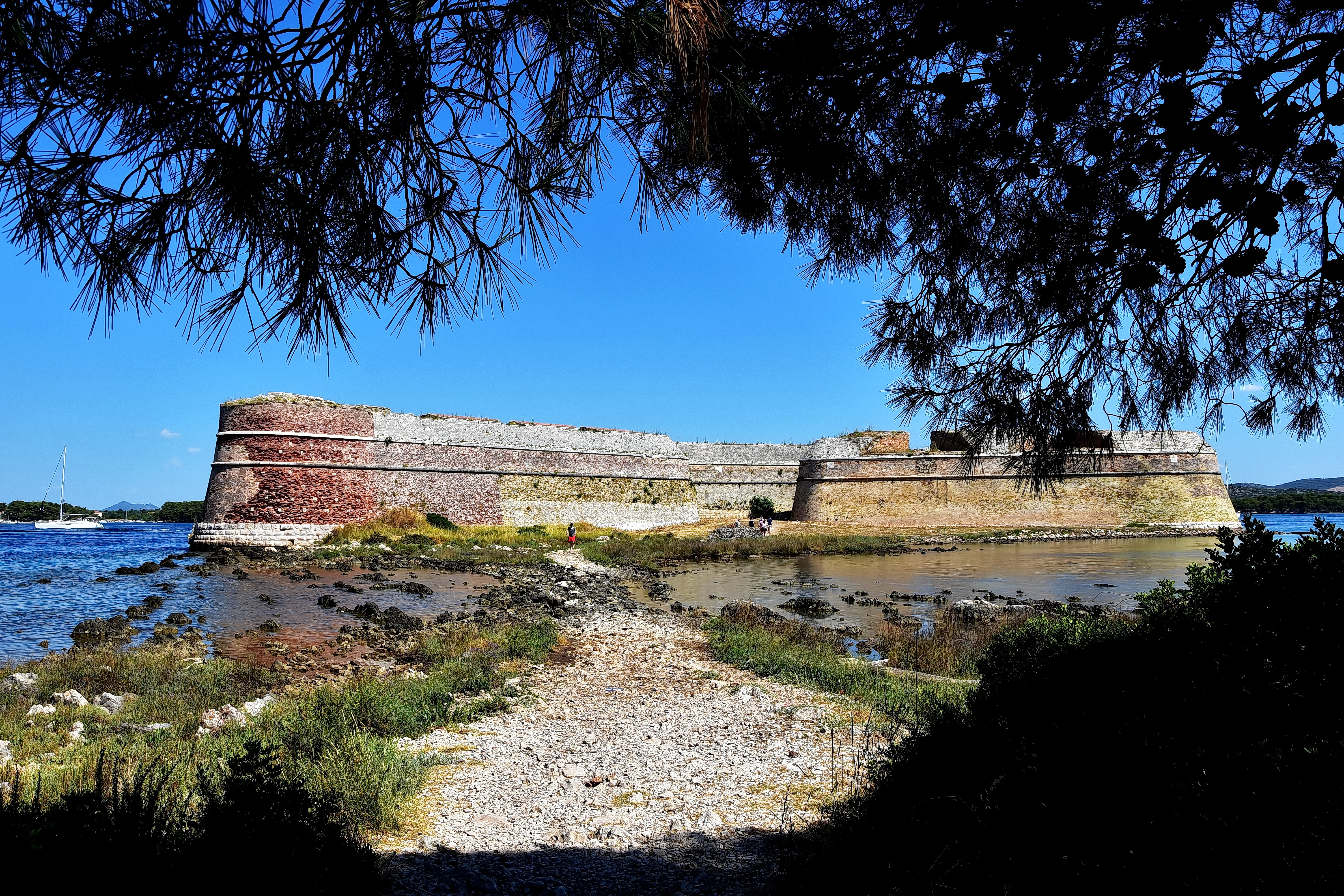
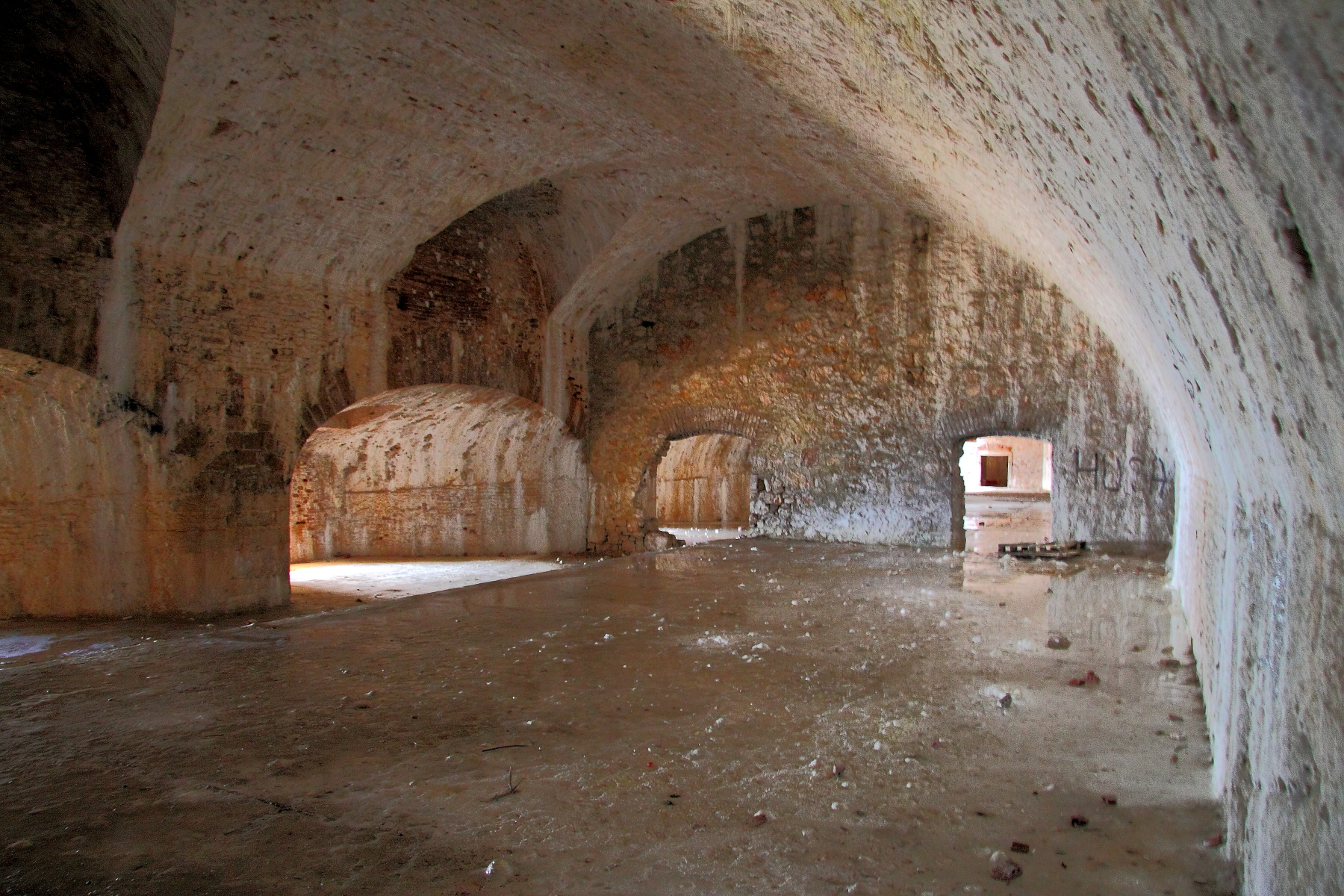
内部
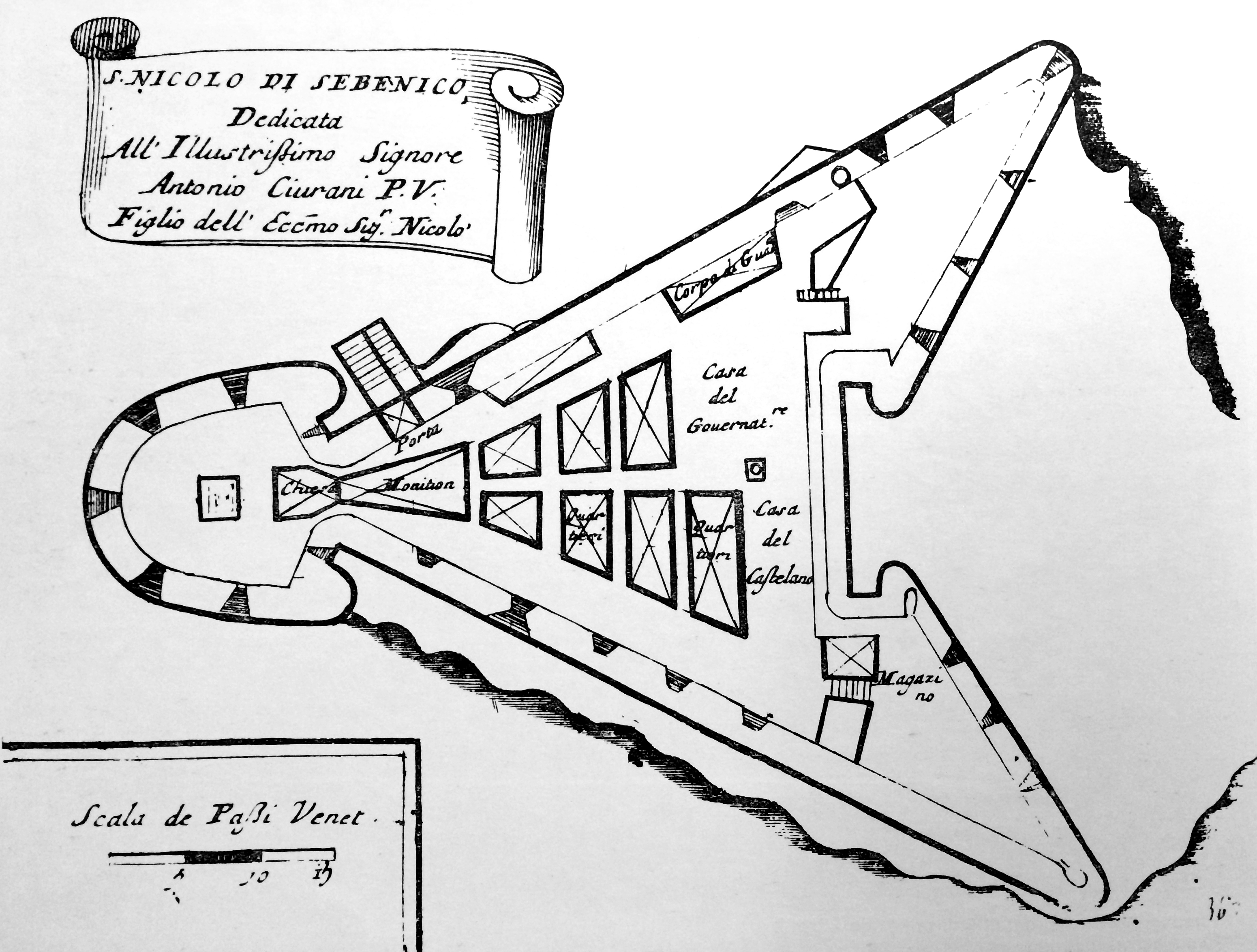
图纸

## 外部連結
- 克罗地亚旅游信息网
- 更多信息
- 圣尼古拉斯